# Carroll Knudson
Carroll Benjamin Knudson (* 23. Februar 1903 in Chicago (Cook County); † 11. November 1969 in Los Angeles County (CA)) war ein amerikanischer Musiker und Autor.

## Leben und Werk
Knudson veröffentlichte 1965 sein Buch Project Tempo, das für Filmkomponisten lange Zeit als Grundlagenwerk angesehen wurde und heute noch nachwirkt. Darin sind Anleitungen und Umrechnungstabellen enthalten („Click-Book“), welche für die Synchronisation der Filmmusik zum Film nötig sind.
Dafür erhielt er 1967 zusammen mit Ruby Raksin „für Erstellung eines Komponistenhandbuchs für die Synchronisation von Filmmusik“ („for the production of a Composers Manual for Motion Picture Music Synchronization“) einen Oscar für technische Verdienste.
Er war mit Ruby Franziska Knudson (1906–1975, geborene Hammer) verheiratet und starb am 11. November 1969 in Los Angeles County (CA) im Alter von 66 Jahren.

## Publikationen
- Carroll Knudson: Project Tempo. 1965, S. 241 (eingeschränkte Vorschau in der Google-Buchsuche).